# ディスカバラー37号

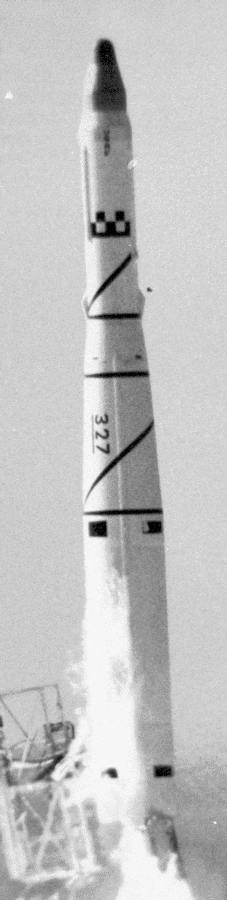
ディスカバラー37号の打上げ

ディスカバラー37号（Discoverer 37）またはコロナ9030（Corona 9030）はアメリカ合衆国の光学偵察衛星。1962年に打ち上げられたが、打上げに失敗して失われた。最後のKH-3 コロナ'''衛星である。
打上げは1962年1月13日にヴァンデンバーグ空軍基地からThor DM-21 Agena-Bロケットを使用して行われたが、軌道到達に失敗した。
低軌道での運用を予定しており、質量は1150kg、焦点距離が61cm、最大解像度が7.6mのパノラマカメラを搭載していた。打上げに成功していれば、撮影された画像は70mmフィルムに記録され、大気圏再突入後衛星回収機 SRV-571 によってフィルムが回収される予定だった。